# Leichtathletik-Weltmeisterschaften 2023/Teilnehmer (Libyen)
| Goldmedaillen | Silbermedaillen | Bronzemedaillen |
| ------------- | --------------- | --------------- |
| —             | —               | —               |

Libyen nahm an den Leichtathletik-Weltmeisterschaften 2023 in Budapest mit einem Athleten teil.

## Ergebnisse

### Männer

#### Laufdisziplinen
| Athlet        | Disziplin | Vorlauf         | Vorlauf | Halbfinale | Halbfinale | Finale | Finale |
| Athlet        | Disziplin | Zeit            | Platz   | Zeit       | Platz      | Zeit   | Platz  |
| ------------- | --------- | --------------- | ------- | ---------- | ---------- | ------ | ------ |
| Mohamed Hrezi | 5000 m    | 14:14,72 min SB | 42      |            |            | DNQ    | DNQ    |